# Gaztelugatxe
Gaztelugatxe là một hòn đảo nhỏ ở Vịnh Biscay trên bờ biển Biscay thuộc khu đô thị của Bermeo, xứ Basque (Tây Ban Nha). Với một hòn đảo láng giềng nhỏ, Aketze, chúng tạo thành một khu bảo tồn sinh cảnh (Biotope) kéo dài từ thị trấn Bakio cho đến Cape Matxitxako, trước bờ biển đá của Costa Vasca tại vịnh Biscay.

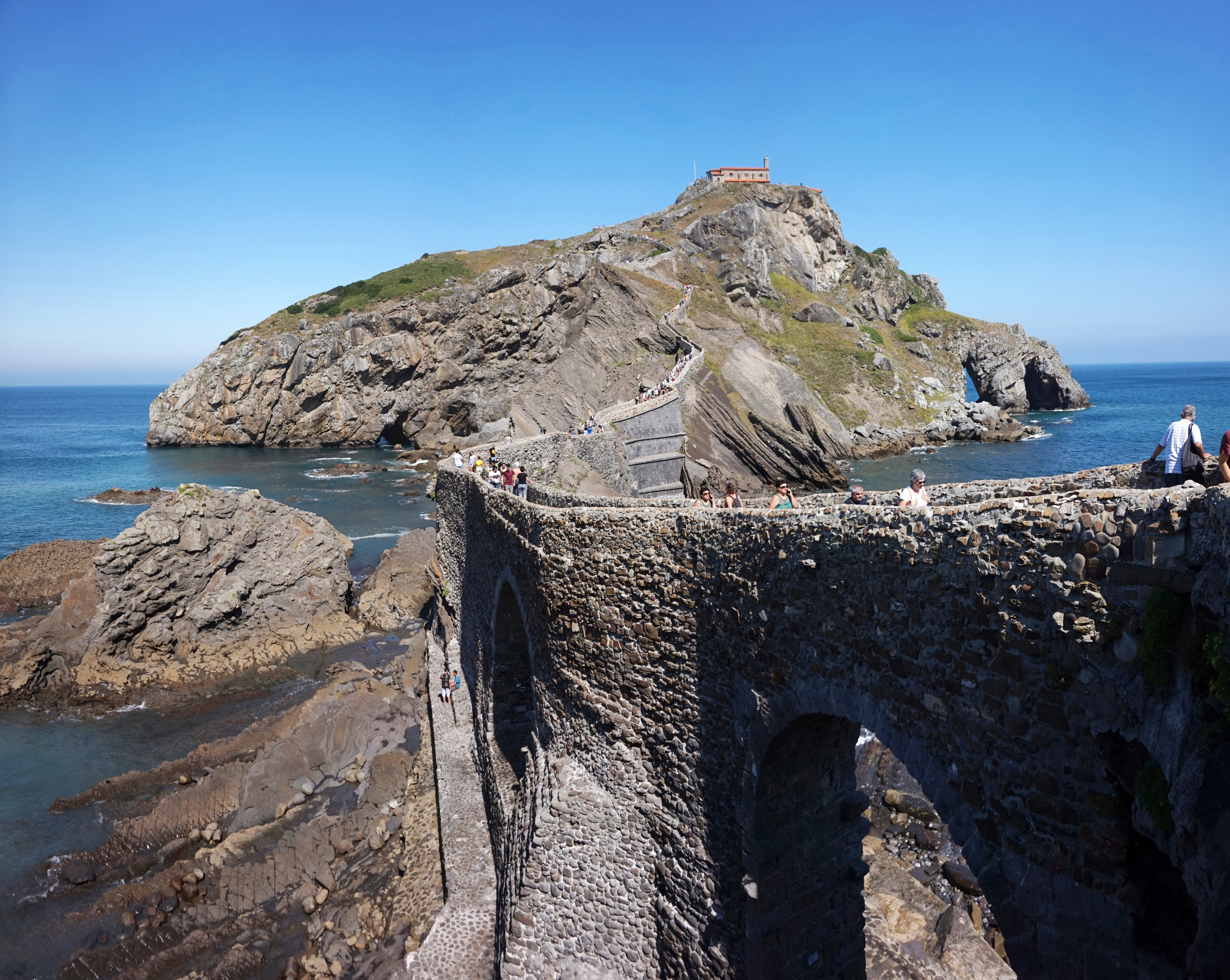
Cây cầu đá nối đảo với đất liền

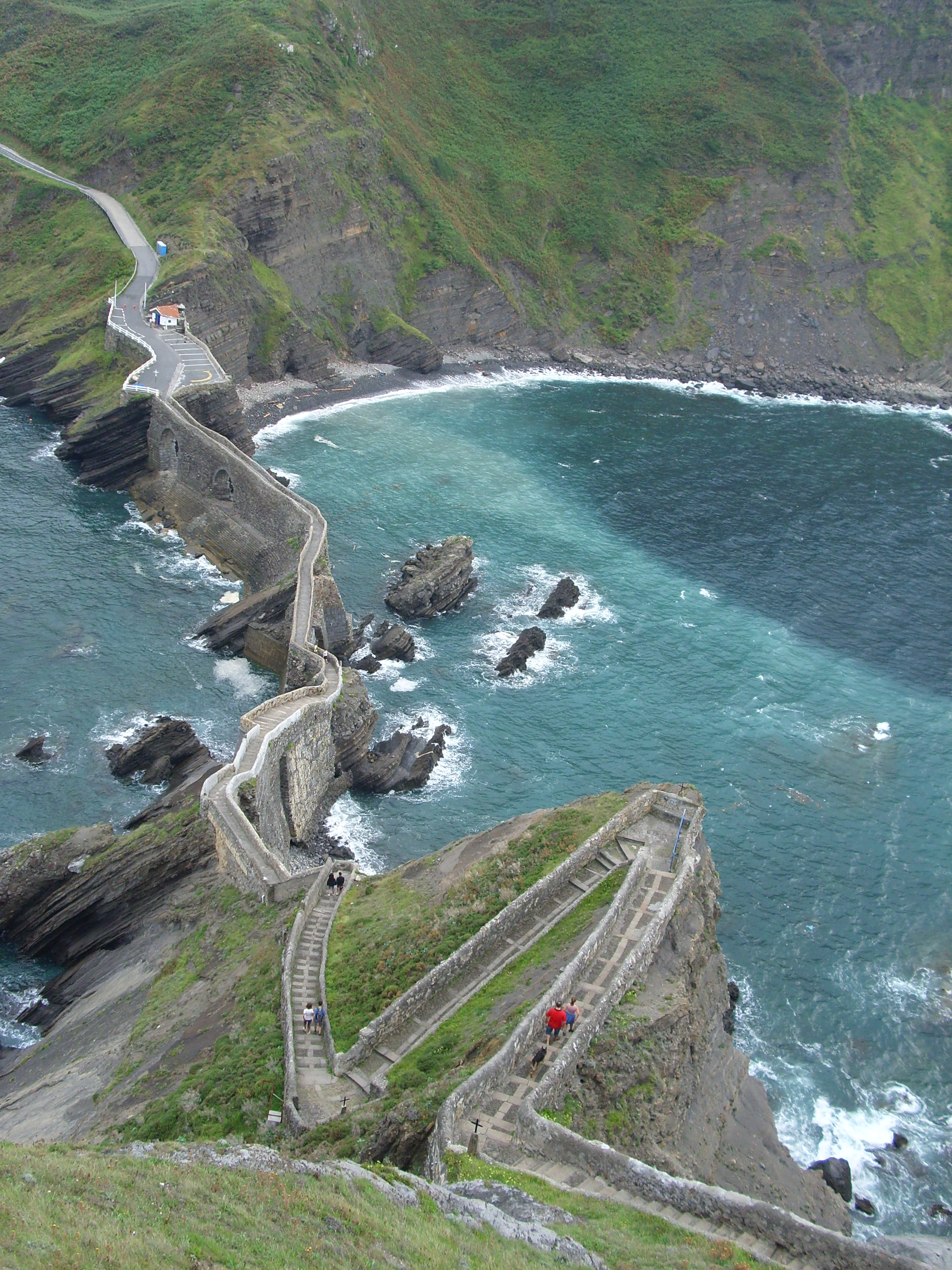
Cây cầu đá, nhìn toàn bộ từ trên xuống

Hòn đảo này dài khoảng 270 mét và rộng 80 mét. Đảo được nối với đất liền (cách đó 200m) bằng một cây cầu đá như đập nước, ngoằn ngoèo và nhỏ hẹp do con người thực hiện. Hòn đảo đá có nhiều đường ngầm dưới đất và có nhiều hang động.
Tại điểm cao nhất của đảo (50 mét trên mực nước biển) là tu viện cũ San Juan de Gaztelugatxe (Tiếng Basque: Gaztelugatxeko Doniene, tiếng Tây Ban Nha: San Juan de Gaztelugatxe) cung hiến cho thánh San Juan (Gioan Tẩy Giả). Để đi đến tu viện, sau khi vượt qua cây cầu đá, người ta phải bước lên 237 bậc thang của một cầu thang đục vào núi đá.

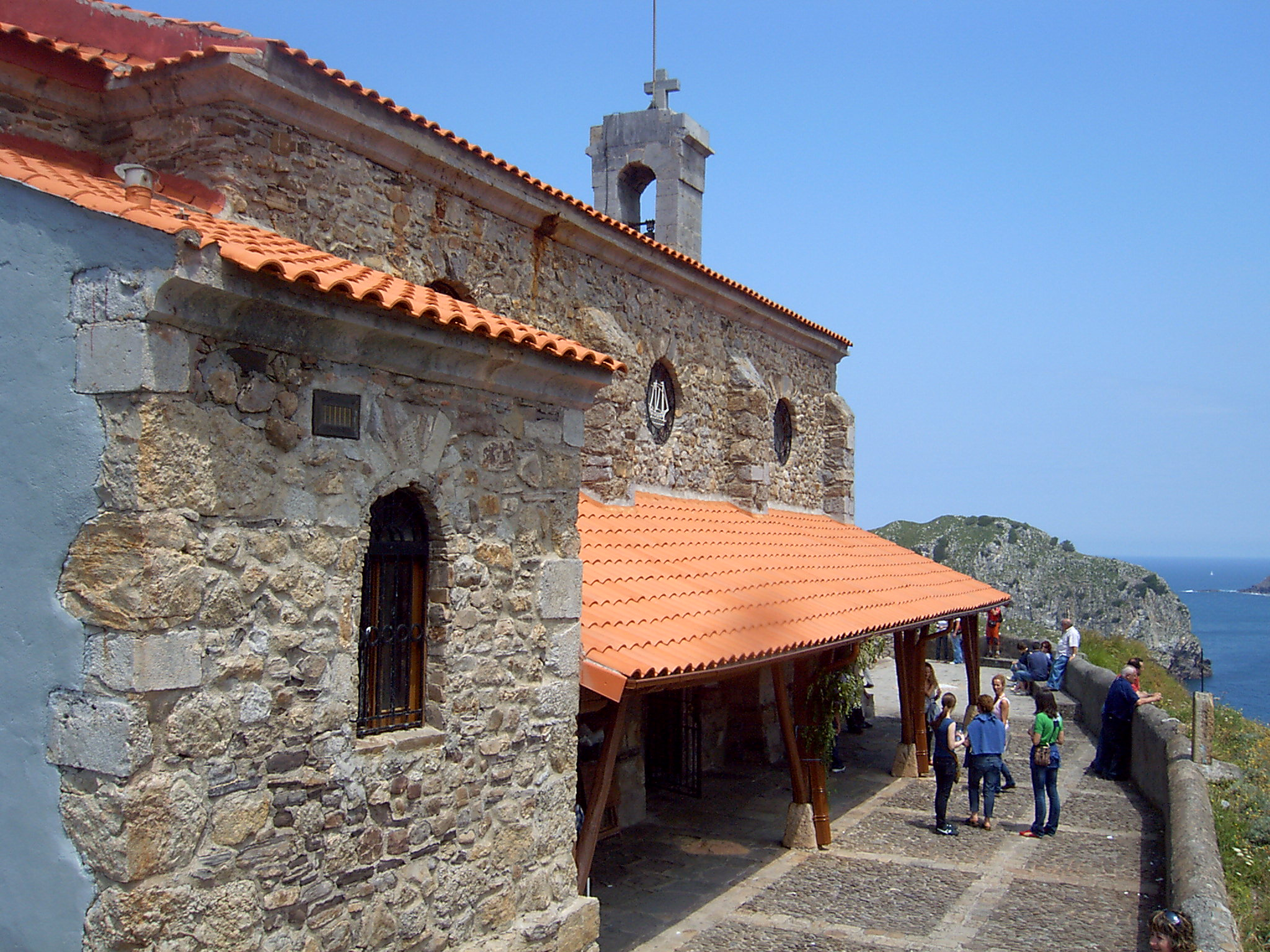
Tu viện San Juan de Gaztelugatxe

Nhà thờ nguyên thủy được xây dựng năm 1053 và trong các thế kỷ 12 và 13 có lẽ là nơi ẩn náu của nhóm Hiệp sĩ dòng Đền. Sau này là nơi ẩn cư của các ẩn sĩ, tu viện đã bị đột kích và cướp phá năm 1593 bởi nhóm cướp người Anh dưới sự chỉ huy của Francis Drake. Một năm sau đó, tu viện lại bị tấn công, bị cướp phá và đốt cháy một lần nữa bởi các Huguenot từ La Rochelle. Trong thế kỷ 18, đảo bị chiếm đóng bởi quân Anh; và trong Nội chiến Tây Ban Nha, Trận Matxitxako của hải quân đã diễn ra gần đó. Trong những năm sau đó, nhà thờ là một nhà nguyện cho người đi biển hay là bị bỏ hoang. Năm 1978 lại bị cháy và hai năm sau đó, tu viện được tu sửa và mở cửa trở lại.
Trong thời gian gần đây, Gaztelugatxe đã trở thành một điểm tham quan phổ biến và một điểm thu hút khách du lịch do vị trí đẹp và lãng mạn của đảo. Là một thiên đường cho các loài chim biển và những hang động dưới nước của đảo lôi cuốn nhiều thợ lặn.

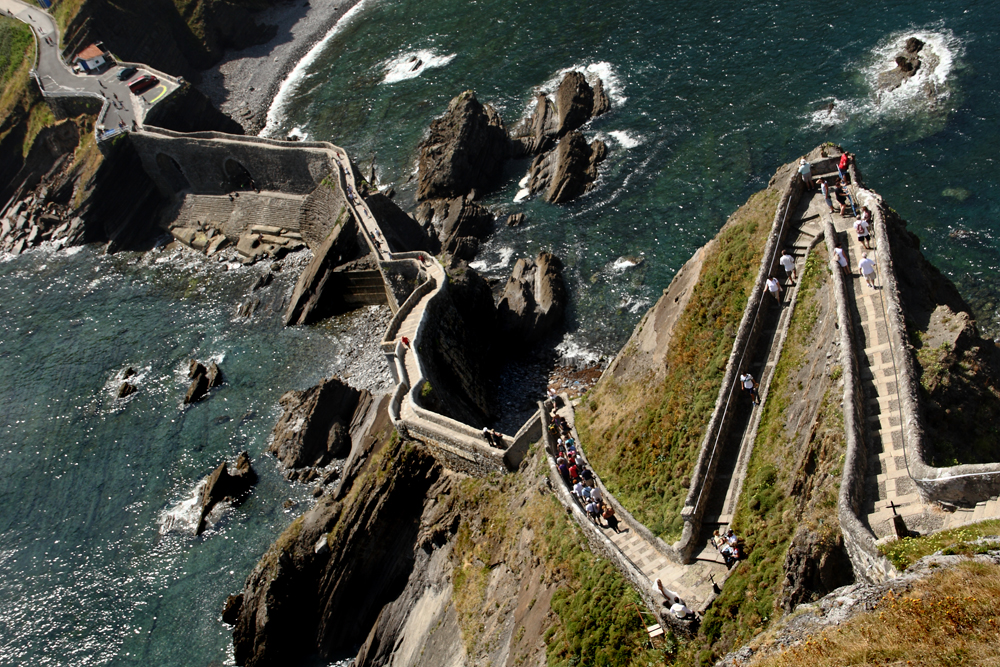
Cầu đá nối với đất liền
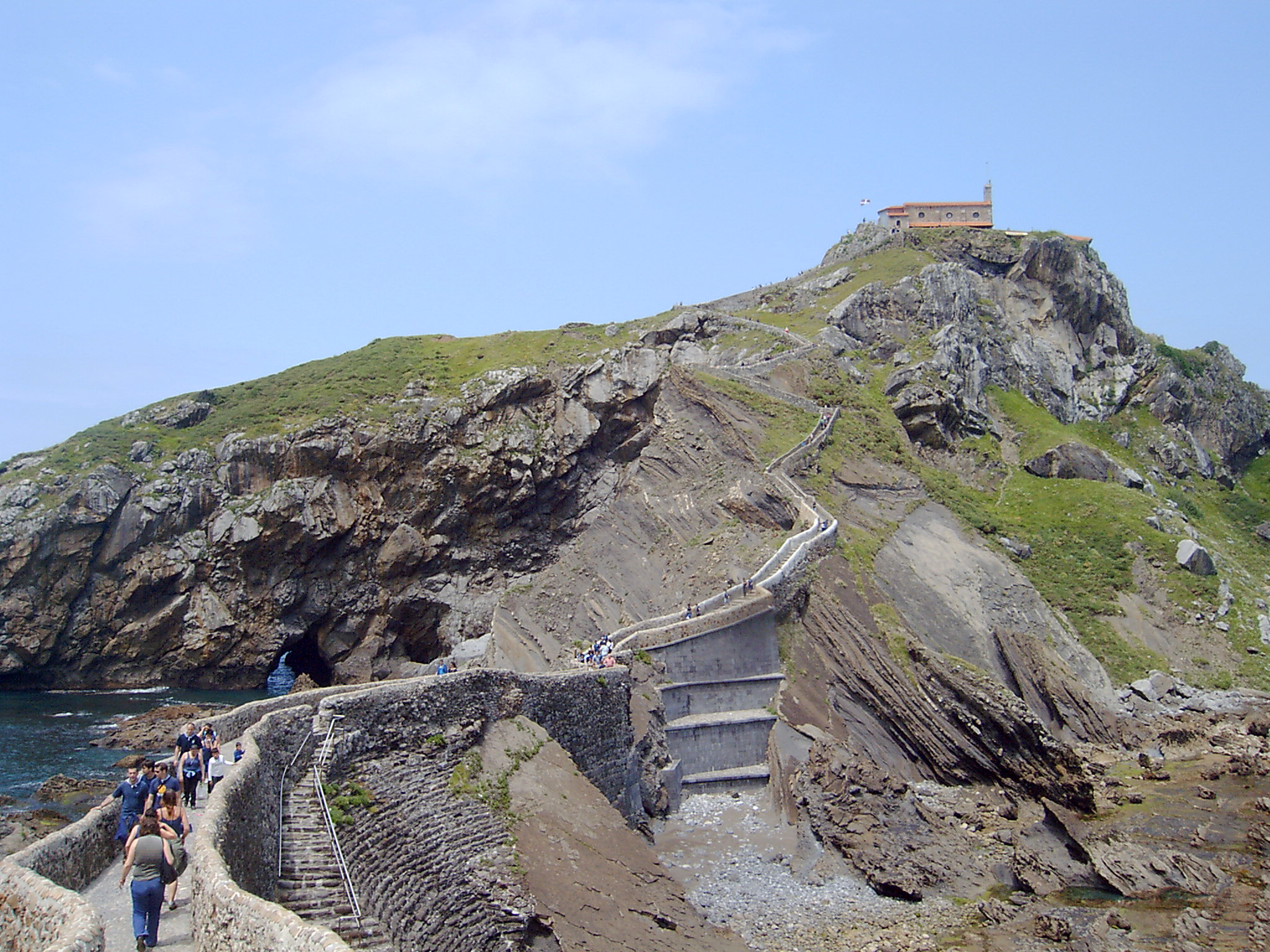
Gaztelugatxe
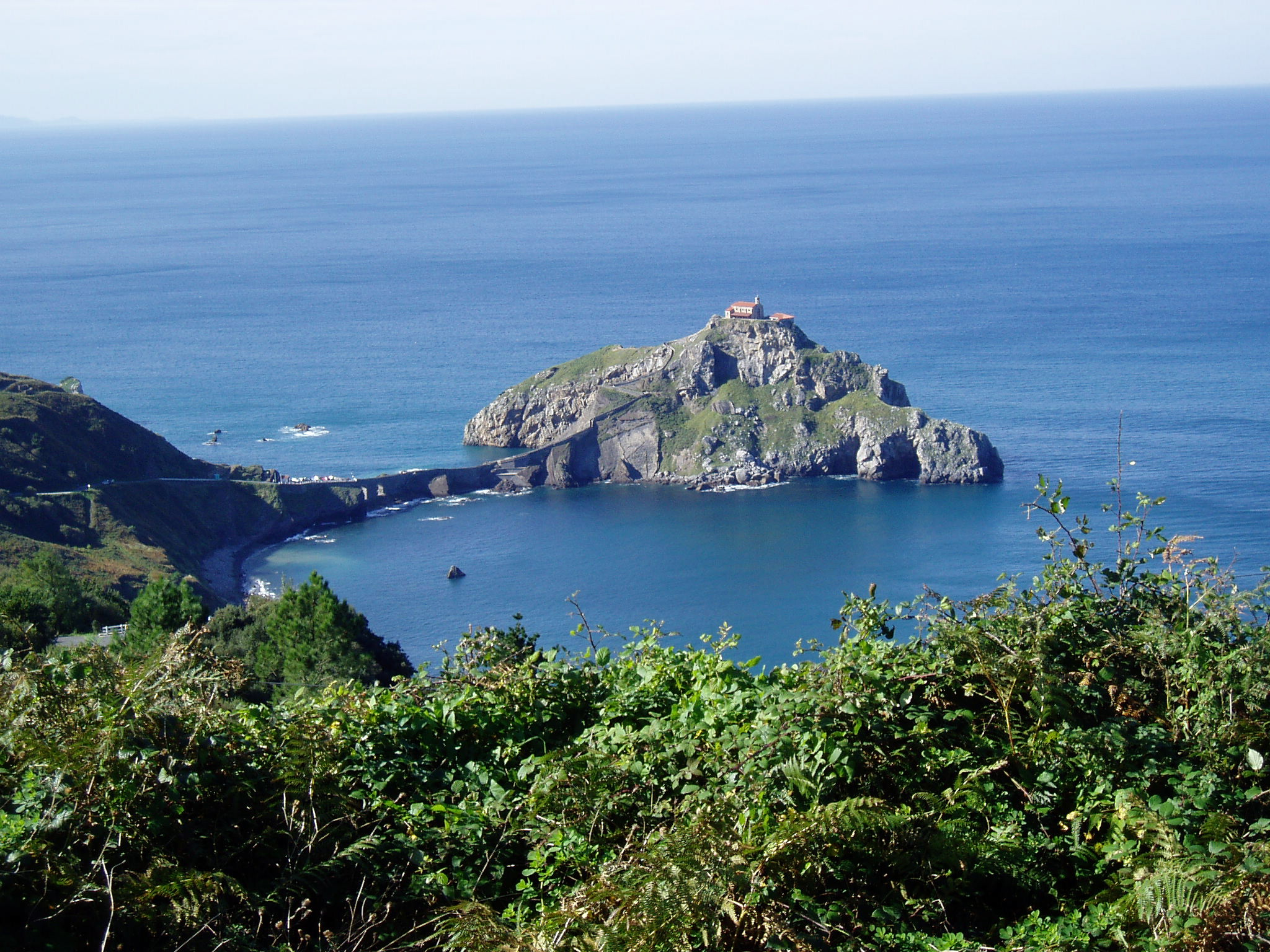
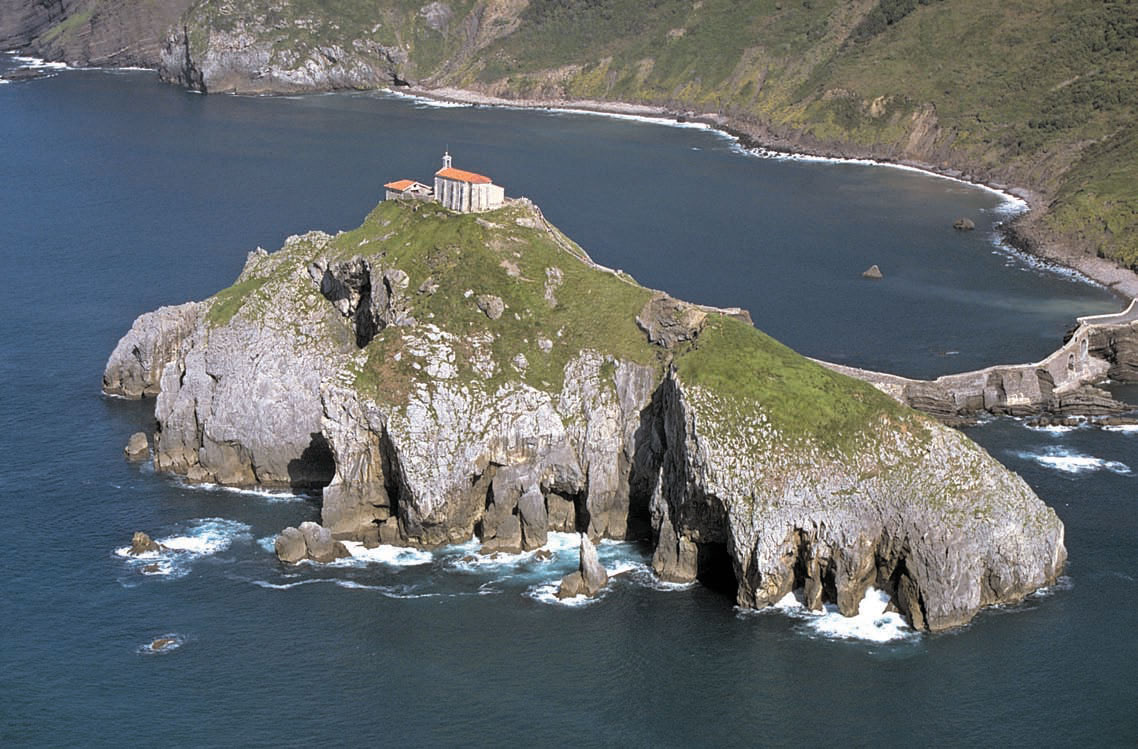
Nhìn từ phía biển vào đất liền
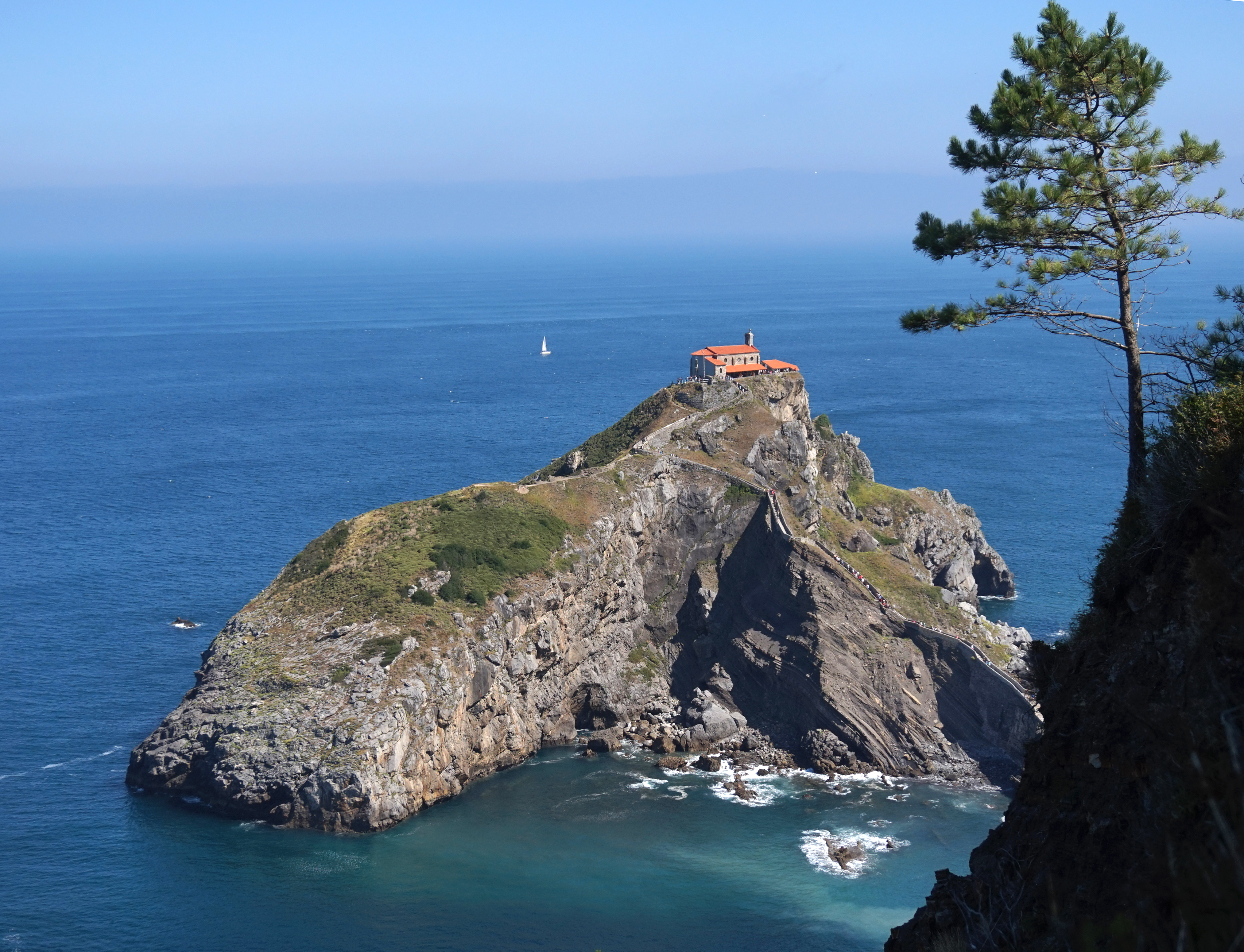
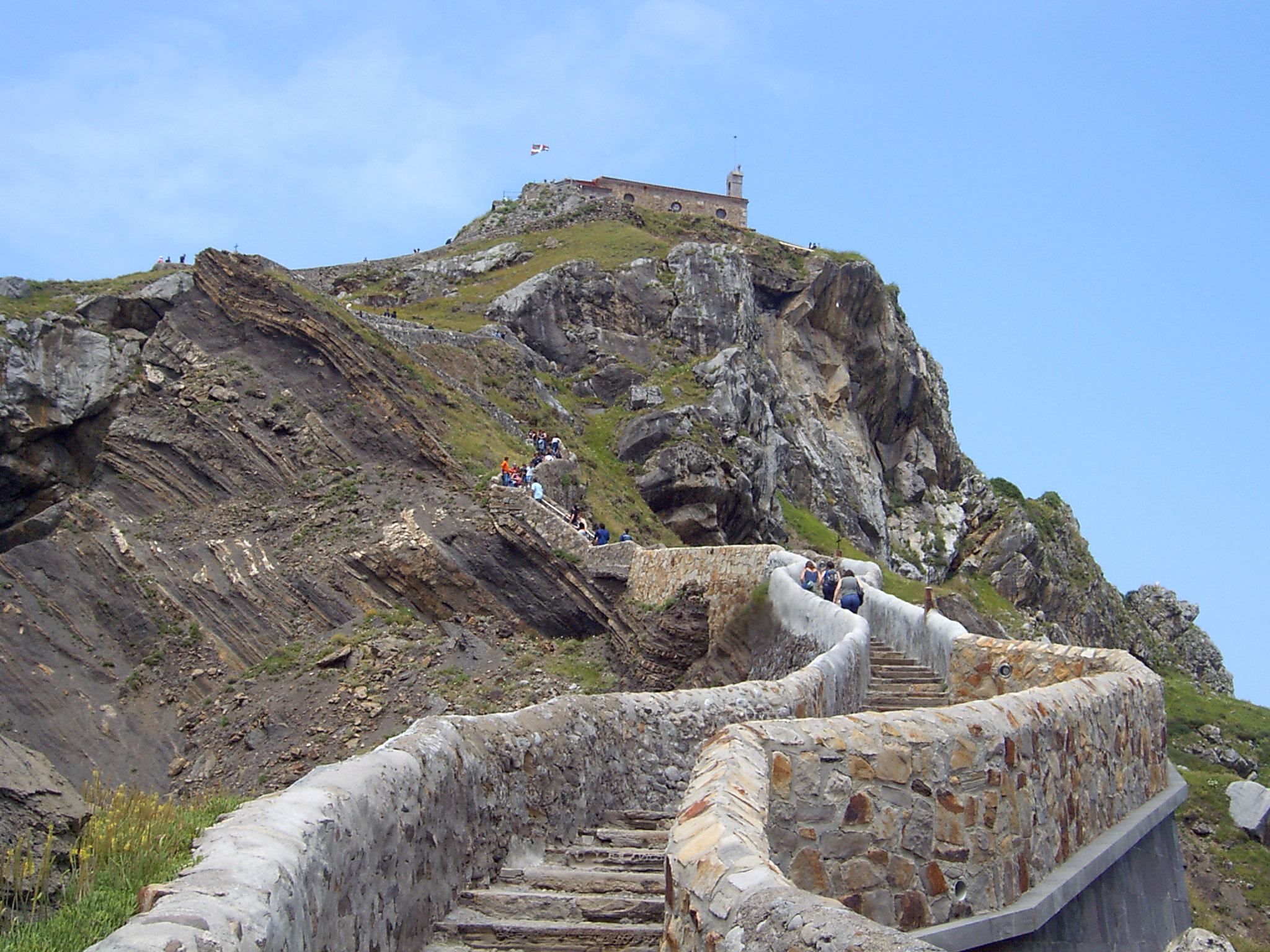
Các bậc thang dẫn lên tu viện
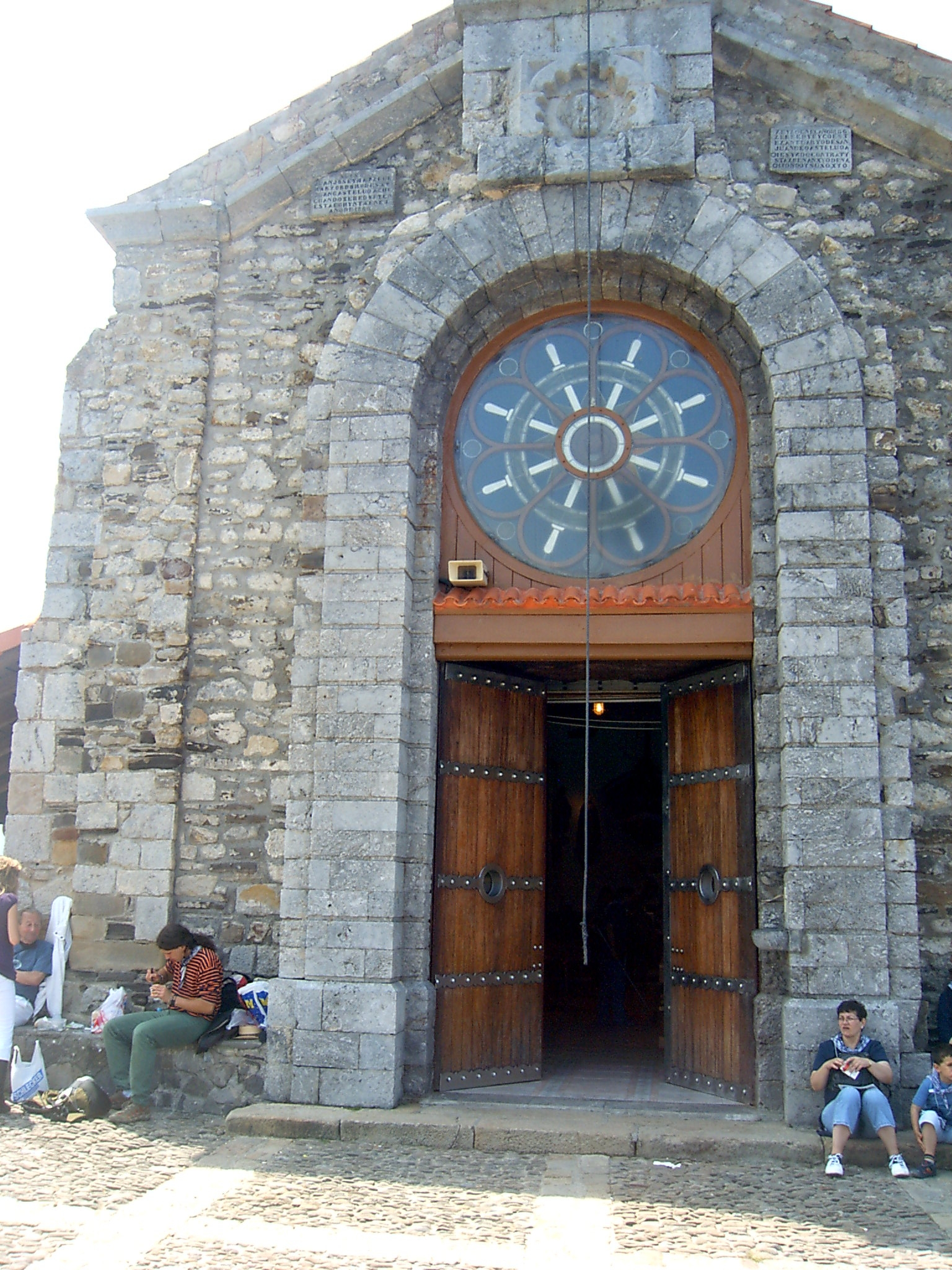
Cửa vào tu viện
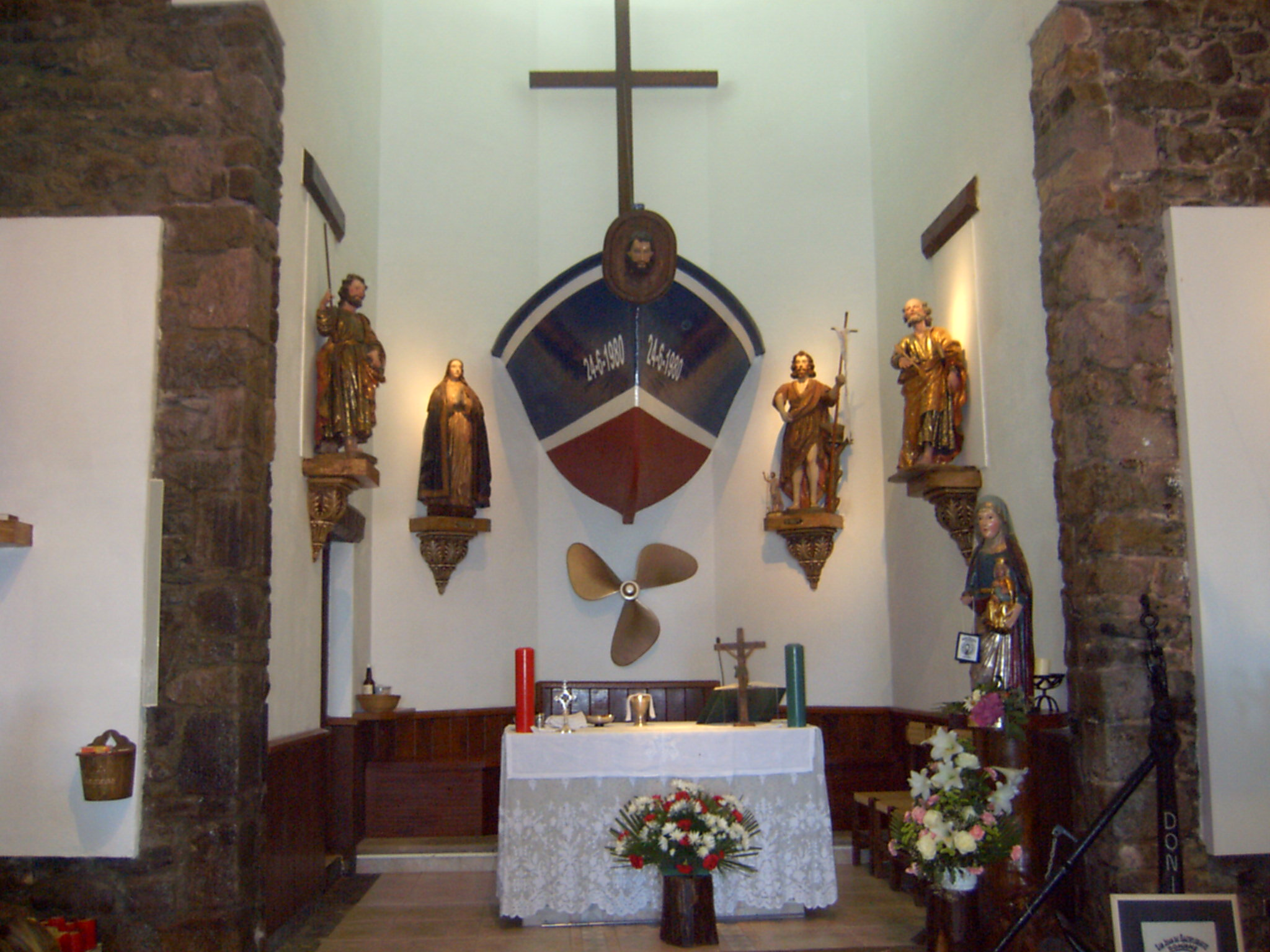
San Juan de Gaztelugatxe
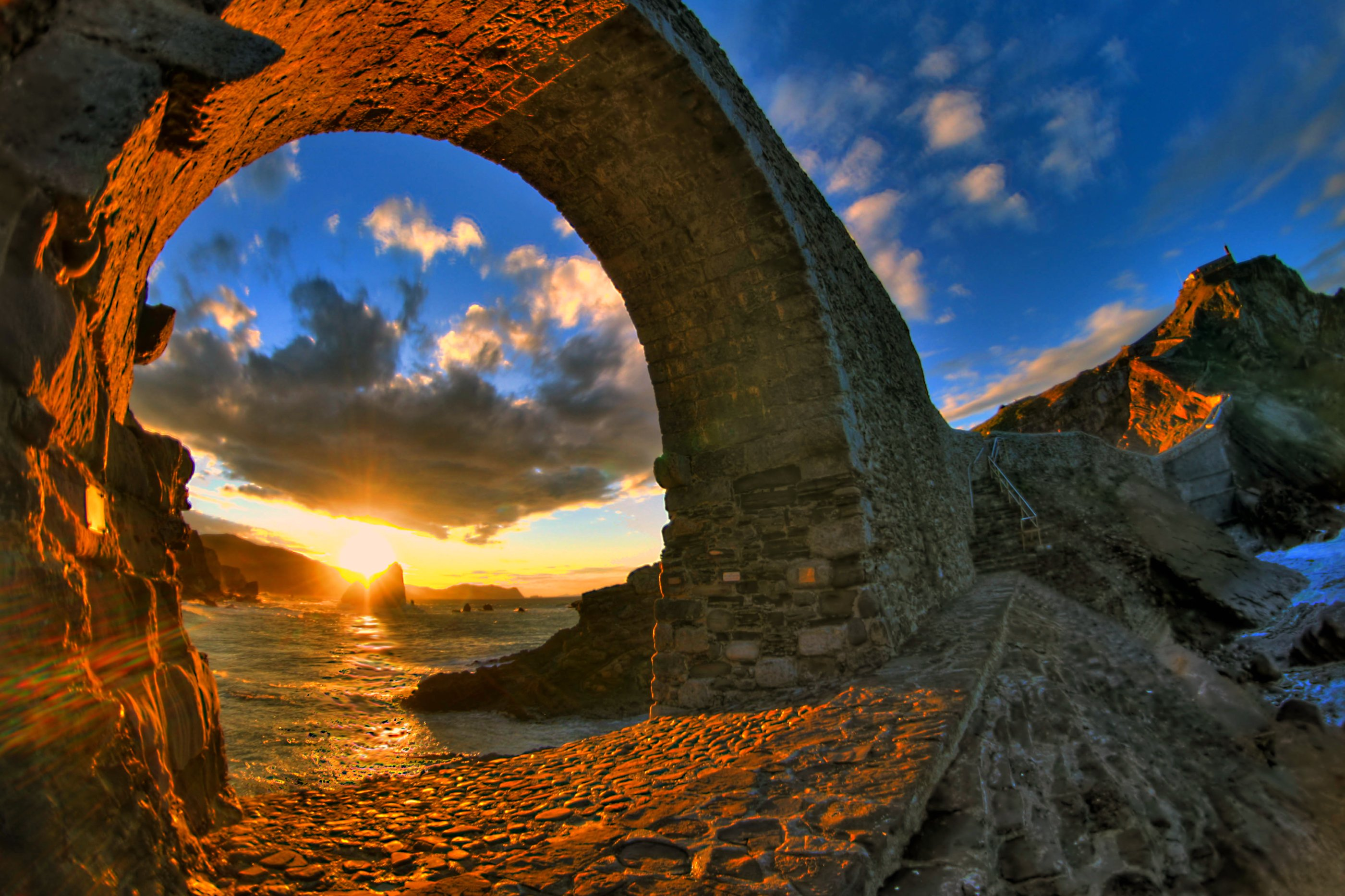
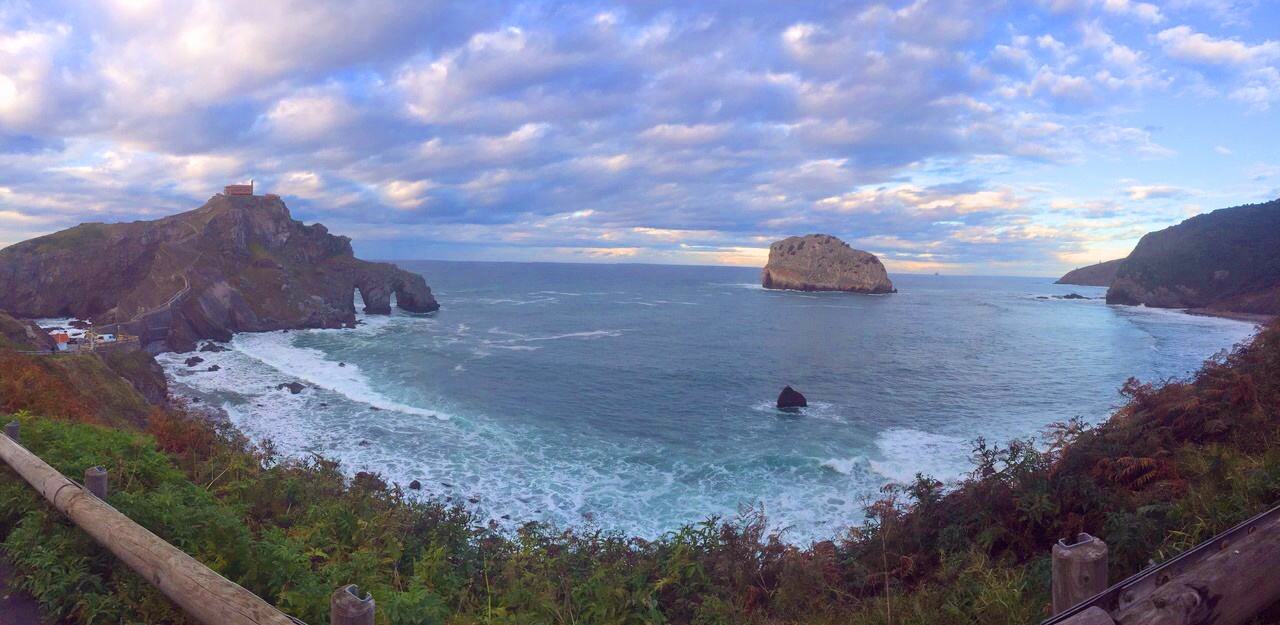